# Stadionul Sparta (Techirghiol)
Stadionul Sparta este un Stadion care poate fi folosit pentru mai multe evenimente în Techirghiol, România. Acum este folosit de cele mai multe ori pentru meciuri de Fotbal și este stadionul celor de la Sparta Techirghiol și FC Unirea Constanța. Stadionul are o capacitate de 2,000 de persoane și a fost deschis în 1961. Între anii 2005 și 2008 stadionul a fost renovat cu o investiție de 150,000€ asiguratā de către Fundația Breath cu suportul lui Sparta Rotterdam.
1. ↑  Stadioaneromania (vineri, 20 noiembrie 2009). „StadioaneRomania: Stadioane CONSTANTA”. StadioaneRomania. Accesat în 12 august 2021. Verificați datele pentru: |date= (ajutor)